# Mugearito
Mugearito é um tipo de rocha ígnea vulcânica rica em oligoclase, olivinas e apatite, considerada uma variedade de traquiandesito basáltico, definida quimicamente como um traquiandesito basáltico com teor de N2O (óxido de sódio) igual ou maior a K2O mais 2% em volume. A definição de mugearito foi inicialmente proposta pelo geólogo inglês Alfred Harker em 1904, a partir de espécimes recolhidos em Mugeary, na ilha de Skye.

## Descrição
Os mugearitos são um tipo de basaltos ricos em oligoclase, contendo teores apreciáveis de olivina, apatite e óxidos opacos. O principal feldspato nos mugearitos são as oligoclases.
Este tipo de rocha foi identificado pela primeira vez em Mugeary, daí o nome, uma localidade na ilha de Skye, Escócia, por Alfred Harker em 1904.
Análises de uma rocha estudada em Marte pela sonda Curiosity, a que foi dado o nome de "Jake Matijevic" (ou "Jake M"), em homenagem ao epónimo engenheiro da NASA, foi considerada similar aos mugearitos terrestres.